# Аткинс, Том
Том Аткинс (англ. Tom Atkins; 13 ноября 1938, Питтсбург) — американский актёр кино и ТВ.

## Карьера
Популярность ему принесли роли в фильмах жанра хоррор и триллер. Работал с режиссёрами и сценаристами Уильямом Питером Блэтти, Джоном Карпентером, Ричардом Доннером, Джорджем А. Ромеро, Фредом Деккером, Стивеном Кингом, Шейном Блэком.
Наиболее известны работы Аткинса в кинолентах «Туман», «Девятая конфигурация», «Побег из Нью-Йорка», «Калейдоскоп ужасов», «Хэллоуин 3: Время ведьм», «Смертельное оружие», «Маньяк-полицейский», «Два злобных глаза», «Боб Робертс», «На расстоянии удара», «Мой кровавый Валентин», «Сумасшедшая езда».

## Личная жизнь
Был женат на актрисе Гарн Стивенс (1936—2023). с 1986 года состоит в браке с Дженис Ли Роджерс. У пары есть сын Тейлор.

## Избранная фильмография
| Год  | Русское название        | Оригинальное название              | Роль                  | Примечания                                                   |
| ---- | ----------------------- | ---------------------------------- | --------------------- | ------------------------------------------------------------ |
| 1970 | Филин и кошечка         | The Owl and the Pussycat           | ребенок в машине      | не указан в титрах                                           |
| 1980 | Туман                   | The Fog                            | Ник Кастл             |                                                              |
| 1980 | Девятая конфигурация    | The Ninth Configuration            | сержант Кребс         |                                                              |
| 1981 | Побег из Нью-Йорка      | Escape from New York               | капитан Рем           |                                                              |
| 1982 | Калейдоскоп ужасов      | Creepshow                          | Стэнли Хопкинс        | сегменты: «пролог» и «эпилог»                                |
| 1982 | Хэллоуин 3: Сезон ведьм | Halloween III: Season of the Witch | доктор Чэллис         |                                                              |
| 1985 | Новые дети              | The New Kids                       | полковник Мак-Уильямс |                                                              |
| 1986 | Ночь пресмыкающихся     | Night Of The Creeps                | Рэй Кэмерон           |                                                              |
| 1987 | Смертельное оружие      | Lethal Weapon                      | Майкл Хансэйкер       |                                                              |
| 1988 | Маньяк-полицейский      | Maniac Cop                         | Фрэнк МакКрэй         |                                                              |
| 1989 | Кража                   | The Heist                          | детектив Лиланд       | ТВ фильм                                                     |
| 1990 | Два злобных глаза       | Due occhi diabolici                | детектив Грогэн       | сегмент «Правда о том, что случилось с мистером Вальдемаром» |
| 1992 | Боб Робертс             | Bob Roberts                        | доктор Менк           |                                                              |
| 1993 | На расстоянии удара     | Striking Distance                  | сержант Фред Харди    |                                                              |
| 2000 | Вышибала                | Bruiser                            | детектив МакКлири     |                                                              |
| 2009 | Мой кровавый Валентин   | My Bloody Valentine                | шериф Джим Берк       |                                                              |
| 2009 | Радуга Шэннон           | Shannon's Rainbow                  | капитан Мартин        |                                                              |
| 2011 | Сумасшедшая езда        | Drive Angry                        | капитан               |                                                              |
| 2023 | Калейдоскоп ужасов      | Creepshow                          | Фрэнк                 | ТВ-сериал, Эпизод «Что-то одолженное, что-то голубое»        |

## Награды
Кинофестиваль «Ночь страха» в Луисвилле (2010)
- Хоррор-икона

Премия журнала Fangoria (2010)
- Зал славы Fangoria Horror